# Burn Paris Burn
Pour plus de détails, voir Fiche technique et Distribution.
Burn Paris Burn est un film fantastique indépendant français.

## Les indépendants du numérique
Burn Paris Burn s'inscrit dans une démarche de production particulière. À la suite du développement récent du numérique qui rend le matériel de tournage plus facilement accessible, des cinéastes auto-produisent leurs propres longs métrages en marge du circuit de production habituel. Ce type de films underground réservé à un public de passionnés est diffusé lors de festivals, soirées spéciales ou vendu sur support DVD. Certains sont mêmes exportés à l'étranger. À noter, un point commun à toutes ces productions, elles répondent aux codes des genres horreur ou fantastique souvent délaissés par la production en France.
On peut citer Villemolle 81 du dessinateur Winshluss, Les Six Dreads de l'Enfer de Sebelin et G. Lefebvre, Sodium Babies des frères Décaillon, Blackaria et Last Caress de François Gaillard et Christophe Robin, Chasse Gardée de Louis Soubeyran, et les films du réalisateur Quarxx comme Rasta Kamikaze Bang Bang.

## Fiche technique
- Réalisation : Laurent Sebelin et Pierre Massine
- Producteur : Pascal Mengelle
- Distribution :
  - Season of Mist (France)
  - Distribution Select (Canada)
- Date de sortie : 2009 Youth Industry

## Distribution
- Elodie Briet : Venus Flytrap
- Romarik de Malkhange : Romarik

## Bande originale
- Blacklodge
- GR des Gunslingers
- Aluk Todolo
- Loser Superhero
- Vegas Hookers
- Diamatregon
- Monster X
- Picore
- I Love UFO
- Jean-Philippe Isoletta[1]

## Diffusion et festival
- Festival Spasm / Montréal
- Hellfest / Nantes
- Japan Expo / Comic Con France / Paris
- A Night of Horror Film Festival / Sydney
- Cinémabrut / Cannes
- Riddim Collision / Lyon
- ECU European Independant Film Festival / Paris